# Ostrog (Kamtsjatka)
Ostrog (Russisch: Острог) is een voormalige plaats (selo) in het district Sobolevski van de Russische kraj Kamtsjatka.
Het dorp lag aan de linkeroever van de rivier Itsja, ongeveer 18 kilometer van de eveneens opgeheven plaats Itsja. De naam van de plaats verwijst naar de aanwezigheid van een vroegere ostrog, mogelijk gesticht tijdens de ontdekkingsreis van Vladimir Atlasov. In de 20e eeuw stonden er ongeveer 10 houten huizen, een elektriciteitscentrale en een smederij. Mogelijk is de plaats net als Itsja opgeheven in 1974.